# Marečku, podejte mi pero!

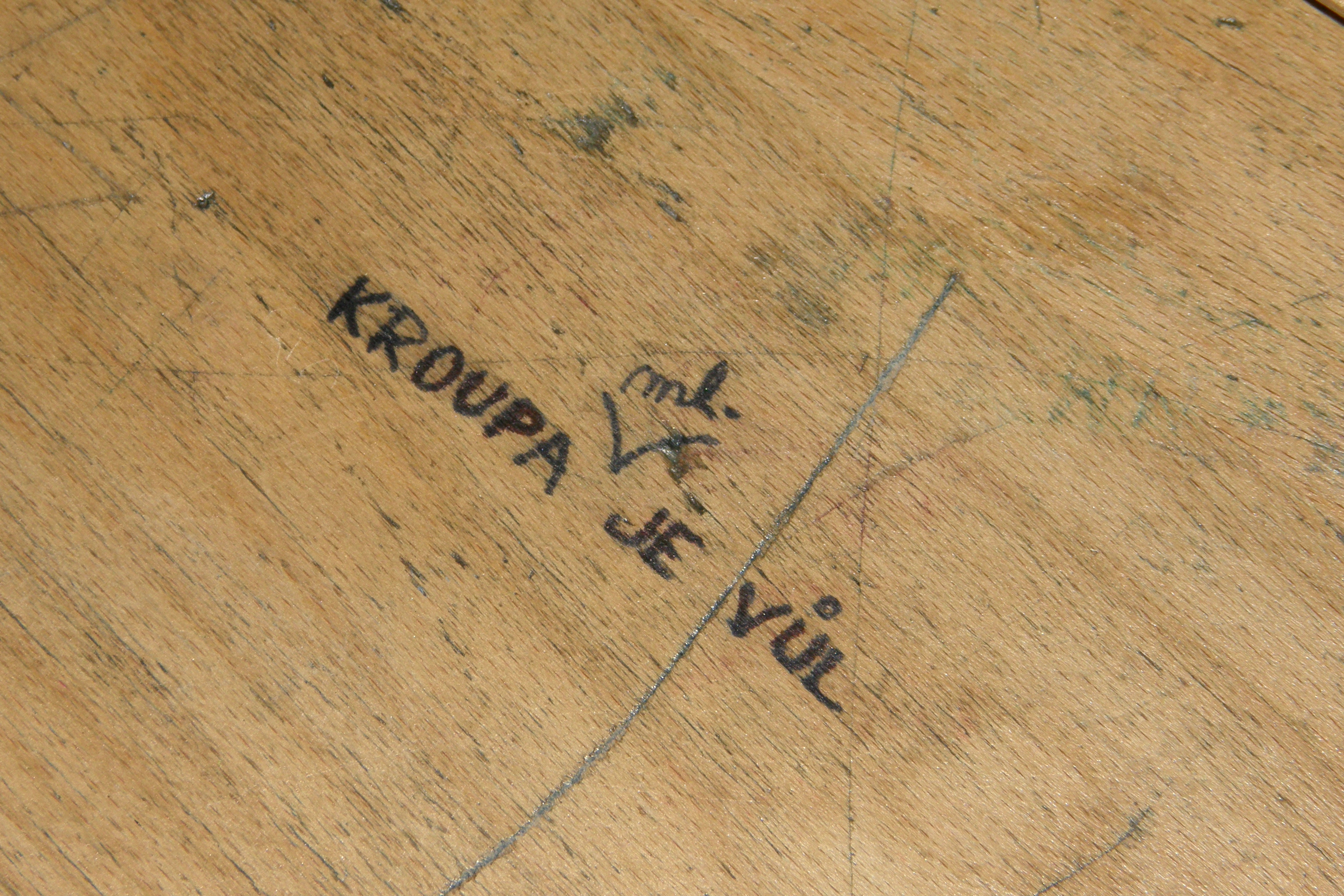
Nápis „Kroupa je vůl“ z filmu v HLINÍKáriu

„Marečku, podejte mi pero!“ je československá filmová komedie z roku 1976, natočená režisérem Oldřichem Lipským podle scénáře Ladislava Smoljaka a Zdeňka Svěráka. Šlo o jejich druhou a neméně úspěšnou spolupráci po filmu Jáchyme, hoď ho do stroje!
Dělníci a úředníci, kteří si potřebují zvýšit kvalifikaci, docházejí opět do školy. A ukáže se, že mnohé jejich návyky z dětských let se projevují i v pokročilém věku.

## Děj
Spokojená existence mistra v továrně na výrobu zemědělských strojů Jiřího Kroupy je u konce. Podnik čeká modernizace výroby, která klade nároky na vyšší kvalifikaci zaměstnanců. Kroupův nadřízený, náměstek Kalivoda, naznačí, že mistr bude nově potřebovat mít maturitu z průmyslovky. Kroupa je zpočátku kategoricky proti tomu, že by měl začít chodit do večerní školy, ale nakonec se nechá přemluvit svými spolupracovníky. Ti se totiž děsí ambicí úlisného kontrolora Hujera, který si dělá zálusk na Kroupovo místo a do školy se už těší. 
Ve stejné školní budově studuje i Kroupův syn, Jiří Kroupa mladší, který přes den dokonce sedává v téže lavici. Náhle se ukazuje, že tatínek má mnohem horší prospěch než jeho ratolest, na kterou dosud blahosklonně shlížel spatra. Kroupa tak stojí před úkolem napravit si reputaci a obstát před profesory, spolužáky i kolegy. Nakonec večerní průmyslovku i se synovou pomocí zdárně absolvuje a může z vyvýšené prosklené kukaně řídit zmodernizovanou výrobu.
Kromě této základní zápletky plyne řada humorných situací z různých charakterů Kroupových spolužáků, kteří se často nechovají o nic dospěleji než běžní žáci a studenti. Svérázné figury obsahuje také profesorský sbor.

## Obsazení
| Jiří Sovák             | mistr Jiří Kroupa (st.)                                      |
| Václav Lohniský        | Viktor Hujer, výstupní kontrolor (a jeho bratr Robert Hujer) |
| Iva Janžurová          | Eva Týfová, spolužačka Jiřího Kroupy st.                     |
| Míla Myslíková         | paní Kroupová                                                |
| Josef Kemr             | skladník Plha                                                |
| Ladislav Smoljak       | Tuček, zvaný Mareček                                         |
| Zdeněk Svěrák          | Šlajs, zvaný Hustoles                                        |
| František Kovářík      | profesor Hrbolek                                             |
| Josef Abrhám           | třídní profesor Čeněk Janda                                  |
| Jiří Schmitzer         | Jiří Kroupa ml.                                              |
| Taťjana Medvecká       | Eva Tůmová, přítelkyně Jiřího Kroupy ml.                     |
| Jan Skopeček           | náměstek Kalivoda                                            |
| Milena Dvorská         | Outratová                                                    |
| Marie Motlová          | svačinářka Zuzanka                                           |
| Jaroslava Obermaierová | profesorka Zíková                                            |
| František Filipovský   | profesor Lapáček                                             |
| Jiří Hálek             | ředitel školy                                                |
| Petr Nárožný           | Emil Týfa                                                    |
| Jaroslav Vozáb         | tlumočník                                                    |
| Jaroslav Weigel        | Rousek                                                       |
| Petr Brukner           | Famfula                                                      |
| Vladimír Hrabánek      | Hora                                                         |
| Pavel Vondruška        | Svátek                                                       |
| Jiří Lír               | Dudek                                                        |
| Zdeněk Srstka          | Mužík                                                        |
| Libuše Švormová        | Ječná                                                        |
| Vladimír Hrubý         | vrátný u vlečky                                              |
| Oldřich Velen          | Hujerův strýc                                                |
| Darja Hajská           | teta Máňa                                                    |
| Václav Trégl           | starý pan Plha                                               |
| Václav Kotva           | přednosta stanice                                            |
| Gabriela Osvaldová     | studentka                                                    |
| Tomáš Holý             | žák Matula                                                   |

## Produkce
Film se natáčel v areálu podniku ROSS v Roudnici nad Labem, večerní škola pak v Dušní ulici v Praze.
Natáčelo se v zimním období a dětský herec pro roli žáka Matuly, kterého měla produkce smluveného, nastydl. Režisér Oldřich Lipský se v časové tísni obrátil na svůj štáb, zda někdo nezná nějakého kluka, který by byl schopen výstup zahrát. Přihlásil se rekvizitář a nazítří přivedl svého synovce, Tomáše Holého. Ten nejenom, že svou úlohu zvládl výborně, ale během přestávek bavil celý štáb. Bylo to tři měsíce před jeho osmými narozeninami a jednalo se o jeho vůbec první filmovou roli – malý žák nesoucí vzkaz od ředitele školy. Když o několik měsíců později připravoval Lipský svůj další film, Ať žijí duchové!, vzpomněl si na Holého a pozval ho na kamerové zkoušky, čímž začala jeho kariéra jednoho z nejlepších českých dětských herců.

## Ohlas
Film zaznamenal ohromný úspěch a dodnes patří mezi nejoblíbenější české filmy všech dob. Mnohé scény a hlášky z filmu jsou obecně známé, například domnělý brouk hrdobec, žák Hliník, který se odstěhoval do Humpolce, a přesto je stále zapisován do třídní knihy profesorem Hrbolkem, švestičky z vlastní zahrádky jako pozornost podlézavého kolegy Hujera (jehož jméno se vžilo jako pojem i samo o sobě), „rumunská“ výzva Hujer, metelesku blesku, vzkaz „sejdeme se na hřbitově“, repliky „pane učiteli, už je čas“, „i skladník ve šroubárně si může přečísti Vergilia v originále“, „století páry“ a mnoho dalších.
V čtvrtém díle zábavného televizního pořadu Veselé příhody z natáčení z roku 1988 vyprávějí scenáristé Ladislav Smoljak a Zdeněk Svěrák mystifikační historky ze zákulisí vzniku filmu, například „vzpomínku“, že ve scénce v ředitelně chtěl Jiří Hálek o mnoho vyššímu Jiřímu Sovákovi původně říci větu „My jsme asi tak stejně velcí, viď?“
V roce 1999 se názvem filmu inspirovala komedie Zavařený den Jiřiny Bohdalové aneb Marečku, podej mi tu kameru.
Roku 2006 vzniklo v Humpolci na počest jeho „slavného obyvatele“, žáka Hliníka, recesistické muzeum HLINÍKárium s různými předměty vztahujícími se k filmu.